# استاثل (آلاباما)
استاثل (به انگلیسی: Estothel) یک منطقهٔ مسکونی در ایالات متحده آمریکا است که در شهرستان کاوینگتون، آلاباما واقع شده‌است. استاثل ۸۸٫۰۹ متر بالاتر از سطح دریا قرار دارد.